# الدوري النمساوي 1973–74
الدوري النمساوي الممتاز 1973–74 (بالألمانية: Österreichische Fußballmeisterschaft 1973/74)‏ هو الموسم 63 من  بوندسليغا النمسا لكرة القدم. أشرف على تنظيمه اتحاد النمسا لكرة القدم، وكان عدد الأندية المشاركة فيه  17، وفاز فيه نادي لينز.